# Idaea balestraria
Idaea balestraria là một loài bướm đêm trong họ Geometridae.